# José Vicbart Geraldino
José Vicbart Geraldino Rosello (13 de enero de 1978) es un deportista dominicano que compitió en judo. Ganó seis medallas en el Campeonato Panamericano de Judo entre los años 1996 y 2003.

## Palmarés internacional
| Campeonato Panamericano | Campeonato Panamericano         | Campeonato Panamericano | Campeonato Panamericano |
| Año                     | Lugar                           | Medalla                 | Categoría               |
| ----------------------- | ------------------------------- | ----------------------- | ----------------------- |
| 1996                    | San Juan (Puerto Rico)          | Medalla de bronce       | –86 kg                  |
| 1997                    | Guadalajara (México)            | Medalla de bronce       | –86 kg                  |
| 1999                    | Montevideo (Uruguay)            | Medalla de oro          | –90 kg                  |
| 2001                    | Córdoba (Argentina)             | Medalla de plata        | –90 kg                  |
| 2002                    | Santo Domingo (Rep. Dominicana) | Medalla de bronce       | –90 kg                  |
| 2003                    | Salvador (Brasil)               | Medalla de bronce       | –90 kg                  |